# 名偵探柯南：零的執行人
《名偵探柯南：零的執行人》，是改編自日本漫画家青山剛昌漫画系列《名偵探柯南》的第22部剧场版，2018年4月13日在日本上映，該電影是名偵探柯南首部日本加海外票房突破100億票房的劇場版系列。
本作的導演由静野孔文換成立川讓，他曾擔任《死亡遊行》和《路人超能100》的導演，櫻井武晴繼《名偵探柯南：絕海的偵探》、《名偵探柯南：業火的向日葵》及《名偵探柯南：純黑的惡夢》之後第4次擔任柯南劇場版的編劇。

## 概要
- 電影以互聯網恐攻為題材、安室透作為主角。
- 影片是繼《名偵探柯南：純黑的惡夢》之後，安室透再次作為主要角色在電影中登場。
- 影片是繼《純黑的惡夢》之後，該系列第2次進行4DX上映。
- 本片為第3次在片尾曲中除了出現真實場景以外，還有出現故事本身的結尾畫面。（第1次為劇場《名偵探柯南：絕海的偵探》、第2次為劇場《名偵探柯南：純黑的惡夢》）
- 票房刷新《名偵探柯南》劇場版的歷史紀錄。

## 劇情
江戶川柯南和少年偵探團陪伴阿笠博士進行新開發的高性能無人機的飛行測試，但由於必須同時控制方向、速度和攝影機，他們開始爭奪遙控器。同時，房間內，灰原哀正在看電視，她正在觀看位於東京灣的綜合度假設施「海之邊緣（Edge of Ocean）」的特別報道，東京峰會將於5月1日舉行，她正在完成她的使命當天正在播出大型無人探測器「白鳥」話題。柯南加入他們一起看電視，但有突發新聞報道，海之邊緣（Edge of Ocean）」的國際會議中心發生大規模爆炸，當時在場的公安警察發生傷亡。灰原向柯南指出，安室透曾短暫出現在電視上播放的場景的監視器畫面中。柯南認為有恐怖主義的可能性，但懷疑爆炸發生的時間並非各國重要人物都聚集的高峰會當天。
警視廳召開了調查會議，確定爆炸是由該設施地下發生的瓦斯爆炸引起的，現場的煤氣閥是最新型號的，可以通過遠端控制。東京警視廳公安部的風見裕也出現，並報告說，從犯罪現場留下的物品中提取的指紋與毛利小五郎的指紋相符 ，引起了軒然大波。
隨後，毛利偵探社被公共安全部搜查，文件和電腦被扣押。不只小五郎本人，柯南、小蘭、鈴木園子都聲稱他是無辜的，但他們根本被忽視了。為了證明小五郎的清白，柯南開始自己的調查，並要求灰原和阿笠博士調查犯罪現場留下的爆炸物。
第二天晚上，小五郎被沒收的電腦上發現了東京峰會行程、爆炸現場平面圖等文件，以及他曾接觸過爆炸現場煤氣閥門的證據等證據，小五郎因此受到了拷問。小五郎再次否認指控，並拒絕自願陪同風見，但當他這樣做時，他甩開了風見的手，並以“妨礙公務”罪被捕，並當場戴上手銬。柯南與公安對峙，堅稱小五郎沒有動機，但風見強行帶走了小五郎。
柯南對公安機關的積極調查越來越憤怒，質問安室透逮捕小五郎的證據是否是公安機關捏造的，安室透卻僅以「我有東西非得拼命守護不可」來答覆。對柯南進行強烈反駁，然後離開。柯南喘息著，意識到安室透這次可能是他的敵人。在此之後，公安警察的行為越來越令人百思不解。
在小蘭的懇求下，妃英理因無法代表家人而尋找替代律師，但不幸的是嫌疑犯是小五郎，而她卻找不到律師。英理拒絕了小蘭將其留給公務員的建議，理由是她在這件事上沒有發言權。這時，女律師橘境子前來拜訪，主動提出為小五郎辯護。小蘭最初對曾負責許多公安案件的橘境子寄予厚望，但當她聽說她在過去的審判中全部失敗時感到擔憂。
小五郎被移交給東京地方檢察廳，並接受負責國際會議中心爆炸事件的公安部檢察官日下部誠的審問，但他再次完全否認了這些指控。日下部見小五郎沒有動機，也看到了證據，堅持要求自己的上司、監督檢察官岩井紗代子要求東京警視廳公安部進行追加調查，但岩井只是催促對小五郎 提出起訴
第二天，柯南前往東京警視廳，向目暮督察等人索取情報，但安室和風見也在場，柯南對安室的行為越來越懷疑。同時，當橘境子將檢察官辦公室要求的證據帶回英理並向大家展示時，她接到了法院關於預審程序的電話。事實上，岩井是主動進行審判的。
東京峰會當天，柯南和朋友前往法庭進行預審程序，但未來的審判日程也在那裡決定。安室和風見出現在柯南面前，柯南再次前往東京警視廳獲取資訊。安室離開後，柯南從風見處得知安室是殺人犯，他曾強迫在看守所審問的一名嫌犯自殺。
大約在那個時候，東京警視廳調查委員會發現「Nor」，一種隱藏IP位址並允許透過多台電腦未經授權存取目標的軟體程序，被用來遠端控制犯罪活動中的燃氣閥已經找到場景了。緊接著，為東京峰會高度戒備的東京各地各種電器爆炸起火，全城陷入一片恐慌。考慮到事件的具體情況，柯南認為這是物聯網恐怖主義，並推斷國際會議中心的爆炸案也是以同樣的手段進行的。這對於對電腦一竅不通的小五郎來說是完全不可能的，而且恐怖襲擊時被拘留的小五郎似乎也能被洗清罪名，但坂子認為通過設定時間進行遠程處決是可能的。
然而，這次在東京同時發生的物聯網恐怖攻擊只是一個開始，肇事者正在策劃一場更大規模的恐怖攻擊。
之後，柯南與降谷零會面，得知因NAZU遭駭事件擅自訪問事件而試圖自殺的羽場二三一的忌日與東京峰會為一年前的同一天。柯南和安室得知罪魁禍首的真正目的是利用即將返回地球的探測器「天鵝號」，使其撞上東京警視廳。。
這一系列恐怖攻擊的肇事者的真實身分是日下部誠。律師之路被斷絕的羽場，在日下部誠手下工作，是一名與公安合作的民間“合作者”，兩人關係密切，可以說是同心協力，正在調查NAZU遭駭事件擅自訪問事件的人被當作竊賊逮捕，他出於對驅使他自殺的公安警察的仇恨而策劃了這一犯罪行為。他根據去年負責的「NAZU越權事件」的審判文件，利用Nor進行越權訪問，並首先在只有公安警察在場的情況下炸毀了國際會議中心。由於5月1日，即羽場的逝世紀念日，也是天鵝返回地球的日子，他使用同樣的技術未經授權訪問NAZU，並將天鵝的太空艙扔到了警視廳，目的是徹底破壞公安的威望。然而，安室將小五郎陷害為恐怖攻擊的嫌疑人，因此他進行了物聯網攻擊，以證明他不是罪魁禍首。此外，他誤以為NAZU已經完成了追蹤罪犯的系統，為了擾亂調查，他用裝有竊聽器的Nor訪問了該系統，並點燃了小夜子的智慧型手機。他選擇了物聯網恐怖主義的方式，盡量減少人員傷亡，而當談到仍有可能出現人員傷亡時，他宣稱：「為了正義，我不得不犧牲一些， 」但他告訴柯南，「這不是正義！」
日下部誠被迫提供未經授權的訪問而更改的代碼，但他保持沉默，但當柯南透過無人機向他展示智慧型手機的即時視訊時，本應死亡的羽場正站在屋頂上。事實上，羽場還活著，而公安機關認定日下部無法親自結束非法調查，便將其弄得像是自殺，被迫與日下部誠斷絕關係。日下部誠對此感到震驚，但羽場勸說他說：「這就是我所相信的正義嗎？」並告訴了他密碼。日下部誠擔心羽場的安全，但羽場的實際位置是阿笠住宅，該住宅是用東京都警察局的鏡頭合成的。
捕獲羽場的無人機是由少年偵探團的三名成員操作的，他們被允許在隱藏其真實目的的情況下操作它。在讓日下部誠承認密碼後，偵探小組用無人機飛向太空艙，打算近距離拍攝它，這次用的是偽裝成「阿笠包裹」的炸藥。結果，無人機與太空艙相撞，將其粉碎，太空艙倖免於與警視廳相撞。之後，羽場告訴日下部誠“我們的精神仍然是一樣的”，然後被帶走了，看起來鬆了口氣。
然而，事實證明，羽場並不是唯一的“合作者”，橘境子也是公安的“合作者”。橘境子奉公安之命標記了羽場，兩人開始產生感情，但兩人的關係卻因NAZU越權事件而破裂，兩人(日下部誠與橘境子)開始尋找機會報復公安。她之所以表現得像是試圖給小五郎定罪，是因為她反抗風見的要求，以證明小五郎的清白，但她告訴柯南，她試圖給小五郎定罪，當她受到批評時，她感到悲傷，因為她的行為引起了更多的不滿。橘境子以「合作者」的身份，降谷零得到風見的同意後，解除了，並遞給了一張寫有羽場所在阿笠住宅地址的紙條，但她揮開他的手並離開，抗議這一次她的生活受到了公共安全的傷害。
然而危機還沒結束，原來太空艙的新預計降落點是小蘭等人避難的海之邊緣。柯南向因資訊混亂而擔心無法從海之邊緣撤離的安室透宣稱：“我會讓你成為我的合作者。”當安室透駕駛他心愛的RX-7時，柯南問安室透是否有情人，安室透宣稱：“我的戀人是日本。”安室透的RX-7飛速穿過海之邊緣正在建造的大樓，就在它跳出大樓時，柯南下了車，用踢力增強鞋發射的球擊中了太空艙。結果避免了一次太空艙相撞，這一系列恐怖事件終於落下帷幕。
柯南詢問小五郎為何捲入這起事件。安室透告訴柯南，如果他把小五郎牽扯進來，柯南就會成為安室透的合作者，他可以藉用他真正的力量。
後來，日下部誠的犯罪動機以公安為幌子被公開，偽裝成語無倫次，並稱自己是「受到犯罪手冊等警方調查資料的啟發」。同時，偵探團完全不知道他們操作的無人機將日本從恐怖危機中拯救出來，他們懇求阿笠製造一架可以一路探索火星的無人機，柯南和灰原說：「那是不可能的…」。

## 登場角色

### 原作角色
| 角色           | 配音       | 配音     | 配音     | 配音     | 簡介 |
| 角色           | 日本       | 臺灣     | 香港     | 中国大陆 | 簡介 |
| 主要人物       | 主要人物   | 主要人物 | 主要人物 | 主要人物 | 主要人物 |
| -------------- | ---------- | -------- | -------- | -------- | --- |
| 江戶川柯南     | 高山南     | 蔣篤慧   | 周恩恩   | 李世荣   | 本作品男主角，原高中生名偵探工藤新一，被黑暗組織的琴酒灌下毒藥而縮小身體變成小孩，後化名為江戶川柯南，寄住在毛利家中並暗中調查黑暗組織。                 |
| 工藤新一       | 山口勝平   | 劉傑     | 李家傑   | 张杰     | 本作品男主角，原高中生名偵探工藤新一，被黑暗組織的琴酒灌下毒藥而縮小身體變成小孩，後化名為江戶川柯南，寄住在毛利家中並暗中調查黑暗組織。                 |
| 毛利蘭         | 山崎和佳奈 | 魏晶琦   | 王慧珠   | 季冠霖   | 新一的青梅竹馬，運動神經發達，擅長空手道，曾獲得全國高中空手道關東大賽的冠軍。                                                                           |
| 毛利小五郎     | 小山力也   | 曹冀魯   | 黃志明   | 林强     | 小蘭的父親，英理的丈夫，私家偵探，外號沉睡小五郎，原刑警，辭職後在家開設毛利偵探事務所。                                                                 |
| 灰原哀         | 林原惠     | 魏晶琦   | 陳子瑩   | 阎萌萌   | 柯南的搭檔兼好友，本名宮野志保，原黑暗組織科學家雪莉。吃下毒藥而縮小身體，逃離組織後寄住在阿笠家中，並化名灰原哀。                                       |
| 關鍵人物       |            |          |          |          | |
| 安室透／降谷零 | 古谷徹     | 劉傑     | 杜景煜   | 藤新     | 本作劇場版「關鍵人物」。警察廳的公安警察，本名為降谷零，化名為安室透，臥底於黑暗組織，代號為波本，以安室透身份自稱私家偵探，後來在白羅咖啡廳擔任服務生。 |
| 朋友相關人物   |            |          |          |          | |
| 阿笠博士       | 緒方賢一   | 吳文民   | 陳健豪   | 郭政建   | 工藤家的鄰居兼好友，科學家兼發明家，會發明出一些道具讓柯南在案件中使用，在灰原哀逃離黑暗組織後收留她。                                                   |
| 吉田步美       | 岩居由希子 | 傅其慧   | 莊巧兒   | 山新     | 三人為帝丹小學一年級生，後來與轉學生柯南和灰原一同組成少年偵探團。                                                                                       |
| 小嶋元太       | 高木涉     | 劉傑     | 黃尉斯   | 张磊     | 三人為帝丹小學一年級生，後來與轉學生柯南和灰原一同組成少年偵探團。                                                                                       |
| 圓谷光彦       | 大谷育江   | 魏晶琦   | 顧詠雪   | 李子璇   | 三人為帝丹小學一年級生，後來與轉學生柯南和灰原一同組成少年偵探團。                                                                                       |
| 鈴木園子       | 松井菜櫻子 | 傅其慧   | 莊巧兒   | 佟心竹   | 小蘭的好友兼同學，鈴木財團的二千金，時常邀請毛利家參加各式的宴會活動，與京極真是戀人關係。                                                               |
| 榎本梓         | 榎本充希子 | 傅其慧   | 莊巧兒   | 阎么么   | 白羅咖啡廳的服務生，安室透的同事。 |
| 妃英理         | 高島雅羅   | 傅其慧   | 顧詠雪   | 刘芊含   | 小蘭的媽媽，小五郎的妻子。律師，外號法庭女王，開設妃律師事務所，至今從未輸過任何一場官司。                                                               |
| 栗山綠         | 百百麻子   | 魏晶琦   | 莊巧兒   | 赵小双   | 妃英理的秘書。 |
| 警察相關人物   |            |          |          |          | |
| 黑田兵衛       | 岸野幸正   | 曹冀魯   | 黃志明   | 刘琮     | 警視廳搜查一課的管理官（警視），前警察廳幹部，降谷零的直屬上司。在本作後半部和安室透用手機聯絡對話。                                                     |
| 風見裕也       | 飛田展男   | 陳幼文   | 陳健豪   | 皇贞季   | 警視廳公安部所屬的公安（警部補），降谷零的直屬部下。 |
| 目暮十三       | 茶風林     | 吳文民   | 陳健豪   | 张闻天   | 警視廳搜查一課的警官（警部），曾是毛利小五郎的上司，經常在兇案現場要求部下調查相關證據。 在本作為國際會議廳爆炸案調查會議的成員，並提供柯南搜查的資訊。  |
| 白鳥任三郎     | 井上和彥   | 劉傑     | 陳健豪   | 吴凌云   | 警視廳搜查一課的警官（警部），出身於豪門，與小林澄子是戀人關係。 在本作為國際會議廳爆炸案搜查會議的成員，並提供妃英理搜查的資訊。                        |
| 佐藤美和子     | 湯屋敦子   | 魏晶琦   | 陳子瑩   | 杨希     | 警視廳搜查一課的警官（警部補），擁有極多追求者，有著「警視廳之花」的稱呼，與高木涉是戀人關係。                                                           |
| 高木涉         | 高木涉     | 劉傑     | 李家傑   | 张圣     | 警視廳搜查一課的刑警（巡查部長），會聽小孩的意見，與少年偵探團關係極好，與佐藤美和子是戀人關係。                                                         |
| 千葉和伸       | 千葉一伸   | 曹冀魯   | 黃尉斯   | 张磊     | 警視廳搜查一課的刑警（巡查部長），高木的好友，與三池苗子是戀人關係。                                                                                     |

### 本作角色
| 角色         | 配音                                    | 配音                        | 配音          | 配音         | 簡介 |
| 角色         | 日本                                    | 臺灣                        | 香港          | 中国大陆     | 簡介 |
| 本作主要人物 | 本作主要人物                            | 本作主要人物                | 本作主要人物  | 本作主要人物 | 本作主要人物 |
| ------------ | --------------------------------------- | --------------------------- | ------------- | ------------ | --- |
| 橘境子       | 上戶彩                                  | 魏晶琦                      | 待查詢        | 郭月         | 29歳。主動要求擔任毛利小五郎的辯護律師，但似乎有些不可靠，本作真犯人之一，同時也是公安警察風見裕也的合作者。在跟羽場二三一共事的過程中，漸漸愛上了他。經典名言：「愛上他也是我的選擇，不要以為你們公安警察可以操控我的人生。」在頂樓丟掉写有羽场所在之处的紙條後，紙條隨風飄揚約5秒鐘之久。而後径自转身离去。          |
| 羽場二三一   | 博多大吉                                | 曹冀魯                      | 黃尉斯        | 李望松       | 32歲，曾在橘律師的事務所擔任事務員，因潛入在嫌犯出入的遊戲公司偵查NAZU遭駭事件並得知非法存取資料時，遭公安警察逮捕後，為了掩蓋公安警察擅自使用合作者的事實並且放棄至今為止的人生，讓公安警察日後無法再找人當合作者，被安室安排假死並對公安警察（包括日下部誠）隱瞞，曾是司法研習生並和公安檢察官的合作者。喜歡橘境子。 |
| 岩井紗世子   | 富永美衣奈                              | 傅其慧                      | 王慧珠        | 李佳思       | 40歳。檢察廳公安部統括檢察官，也是日下部誠的直屬上司，原本與日下部誠同級，後因偵辦羽場的案件而升遷，對公安警察唯命是從，在本作因IOT恐攻而受到輕微燒傷。 |
| 日下部誠     | 川島得愛                                | 吳文民                      | 陳健豪        | 宝木中阳     | 40歳。檢察廳公安部主任檢察官，曾偵辦NAZU駭客事件，在本作負責偵辦毛利小五郎的案子。本作真犯人之一，動機為羽場被公安警察偵訊後自殺而向公安警察復仇，發動IOT恐攻是為證明毛利小五郎的清白，最後在天鵝號危機順利解除後被風見裕也逮捕。                                                                                      |
| 本作其他人物 |                                         |                             |               |              | |
| 總理大臣     | 浦山迅                                  | 吳文民                      |               |              | 在本作無人太空艙墜落會議中的開會國家大臣們。 |
| 環境大臣     | 中友子                                  | 傅其慧                      |               |              | 在本作無人太空艙墜落會議中的開會國家大臣們。 |
| 審議官       | 私市淳                                  | 曹冀魯                      |               |              | 在本作無人太空艙墜落會議中的開會國家大臣們。 |
| 公安         | 志村知幸                                | 吳文民                      |               |              | 陪同風見裕也逮捕毛利小五郎的公安警察。 |
| 一課長       | 鳥海勝美                                | 曹冀魯                      |               |              | 警視廳警備部警備審議官第一課長，劇中與黑田有過交談。 |
| 新聞主播     | 岡村明美 西前忠久 利根健太朗 庄司宇芽香 | 傅其慧 陳幼文 曹冀魯 蔣篤慧 | 顧詠雪 李家傑 | 馬栗         | |
| 記者         | 川原慶久                                | 陳幼文                      |               |              | |
| 安村直樹     | 安村直樹                                | 陳幼文                      | 黃尉斯        |              | 現實人物，其配音員也是本人所配音，讀賣電視台和日本電視台的新聞主播。 |
| 諸國沙代子   | 諸國沙代子                              | 陳幼文                      |               |              | 現實人物，其配音員也是本人所配音，讀賣電視台和日本電視台的新聞主播。 |

## 製作
本次的導演由立川讓擔任，是自山本泰一郎交接給靜野孔文後，名偵探柯南劇場版第3次更換導演。
在日本動畫雜誌Animedia的2017年12月號上，製作人石山桂一和諏訪道彥的訪談中，石山桂一提及本次劇場版說道「2018年公映的名偵探柯南劇場版第22作，與至今为止的劇場版將有所不同，會是一部全新的劇場版。」
劇場版片名的「執行人（しっこうにん）」，是自2015年公開的劇場版《業火的向日葵（ごうかのひまわり）》以來，第5次片名並沒有使用英文外來語。
青山剛昌親自提出了相當數量的建議，在作畫方面他提出了“安室在作為波本和降谷時眼神要有變化”的提案。超市中安室透與榎本梓的會話全部是青山剛昌構思的，且被一字不差地加入了影片之中。
動畫《名偵探柯南》於2018年4月7日播出的劇集《蛋糕融化了！》是該電影的先導故事 ，出現了和電影相關的“即將到來的東京峰會”“當天請假的安室”“電波干擾”“無線”等關鍵詞。
片尾提及明年的劇場版背景會是新加坡金沙酒店，同時出現了怪盜基德的聲音（而實際主角為鈴木園子和京極真）。

### 起源
- 2017年4月15日在日本全國電影院公映的名偵探柯南劇場版第21作《唐紅的戀歌》，在本片放映結束後出現「從天空觀看燈光閃爍的日本群島，穿越雲層後的目標是整個東京，倒數計時從5開始至0後，便發生一場大停電。」的製作預告，並定檔於2018年4月。
- 2017年9月24日，原作者青山剛昌通过任天堂發行的《來吧！動物森友會》提及本作劇場版的片名格式。
- 2017年11月22日在日本販售的名偵探柯南連載的少年漫畫雜誌《週刊少年Sunday》第52號，首次刊載本作劇場版的部分內容，其內容為「下次的Sunday2018年1號，青山剛昌老師手繪的海報將隆重發表！！系列最高峰為目標的第22作劇場版！往正式發表邁進的倒數計時即將倒數[8]！」同月29日販售的2018年1月號，公開原作者青山剛昌的手繪海報以及劇場版的情報，手繪海報上的宣傳標語為「那就是，你的真實嗎—？」，同日也更新名偵探柯南劇場版的官方網站[9]。
- 2017年12月4日於YouTube視頻網站上發布32秒的正式特報。同月7日在官方網站上新增關於本作劇場版的相關特典。

### 構思
製作人諏訪道彥在獨家訪談上表示：「除了電視動畫之外，《名偵探柯南》每年的電影版也都是長時間的規劃與製作，一部劇場版大概都會耗時兩年左右製作，在上映的前一年的時候就已經決定好劇本並開始製作，所以其實在今年的作品上映時，明年的作品就已經進入製作的階段了，而且同時也已經開始在思考後年的劇場版劇情內容。」

### 製作人員
- 原作：青山剛昌
- 監督、分鏡、演出：立川讓
- 劇本：櫻井武晴（日语：櫻井武晴）
- 分鏡協力：寺岡岩、金井次朗、菅井嘉浩、許平康
- 演出：菅井嘉浩、平向智子、許平康、宇根信也、鎌仲史陽、重原克也
- 作品設計：小川浩
- 人物設定/總作畫監督：須藤昌朋
- 作畫監督：野武洋行、清水義治、堀內博之、岩井伸之、高橋成之、吉見京子、井元愛夕、富永真理
- 作畫監督補佐：本吉晃子、新谷憲、大高美奈、小野可奈子、佐佐木惠子、三浦雅子、中島里惠、岩佐裕子
- 概念圖(Image board)[11]：Loundraw
- 動作作畫監督：金井次朗、寺岡岩、小澤和則
- 色彩設計、色指定、上色檢查：中尾總子
- 特殊效果：林好美
- 美術設定：寺岡岩
- 美術監修：石垣努
- 美術監督：福島孝喜、佐藤勝
- 撮影監督、主標題CG動畫：西山仁
- CG監督：松倉大樹、小岩寬滿
- 音響製作：AUDIO PLANNING U
- 音響監督：浦上靖之、浦上慶子
- 音響效果：橫山正和、横山亞紀、山田香織
- 音樂製作人：近藤貴郎
- 音樂：大野克夫
- 剪輯：岡田輝滿
- 系列構成：飯岡順一
- 商品總監：小沼俊
- 企劃製作人：淺井認、諏訪道彥、竹崎忠
- 製作人：近藤秀峰、米倉功人、石山桂一
- 動畫製作人：三浦陽兒
- 動畫製作：TMS/V1 Studio
- 「名偵探柯南：零的執行人」製作委員會
  - 小學館
  - 讀賣電視台
  - 日本電視台
  - ShoPro
  - 東寶株式會社
  - TMS娛樂
- 特別協力：Hulu
- 發行：東寶

## 音樂

### 主題曲
| 類別   | 曲名          | 作詞     | 作曲     | 演唱     |
| ------ | ------------- | -------- | -------- | -------- |
| 主題曲 | 「零 -ZERO-」 | 福山雅治 | 福山雅治 | 福山雅治 |

### 配樂
| 曲目表   | 曲目表                                                    | 曲目表 |
| 曲序     | 曲目                                                      | 时长   |
| -------- | --------------------------------------------------------- | ------ |
| 1.       | イントロダクション                                        | 0:26   |
| 2.       | ドローンの詩                                              | 1:00   |
| 3.       | ニュースのジングル                                        | 0:04   |
| 4.       | エッジ・オブ・オーシャン                                  | 1:10   |
| 5.       | 不穏サスペンス                                            | 0:35   |
| 6.       | ★名探偵コナンメインテーマ（ゼロの執行人ヴァージョン）     | 2:17   |
| 7.       | はくちょうの帰還                                          | 1:36   |
| 8.       | 捜査報告                                                  | 1:25   |
| 9.       | 毛利探偵事務所                                            | 1:04   |
| 10.      | 少年探偵団と阿笠博士                                      | 0:58   |
| 11.      | クイズ                                                    | 1:32   |
| 12.      | 緊急逮捕                                                  | 1:34   |
| 13.      | 証拠                                                      | 1:16   |
| 14.      | 驚きの蘭                                                  | 0:40   |
| 15.      | 境子の勝率                                                | 1:20   |
| 16.      | 初めての尋問                                              | 0:38   |
| 17.      | 紗世子の判断                                              | 1:30   |
| 18.      | 公安警察                                                  | 1:14   |
| 19.      | コナンと安室                                              | 0:45   |
| 20.      | 捜査資料                                                  | 0:32   |
| 21.      | 着メロ                                                    | 0:16   |
| 22.      | 紗世子の判断2                                             | 0:46   |
| 23.      | ゼロの追跡                                                |        |
| 24.      | 安室と風見                                                | 0:53   |
| 25.      | 水面の構図                                                | 1:21   |
| 26.      | 多発事故                                                  | 1:23   |
| 27.      | 混乱                                                      | 1:22   |
| 28.      | 小雨のストーリー                                          | 0:48   |
| 29.      | ゼロのアクセス                                            | 1:02   |
| 30.      | 新事実                                                    | 0:42   |
| 31.      | 紗世子の結論                                              | 0:44   |
| 32.      | 炎の恐怖                                                  | 0:22   |
| 33.      | 不可解な出来事                                            | 1:57   |
| 34.      | スケボーダッシュ                                          | 0:25   |
| 35.      | コナンの推理展開                                          | 1:07   |
| 36.      | ★走り出すコナン                                           | 0:54   |
| 37.      | 非常事態                                                  | 1:07   |
| 38.      | 即時退避                                                  | 1:53   |
| 39.      | 少年探偵団ファンファーレ                                  | 0:12   |
| 40.      | 走るコナンと安室                                          | 1:10   |
| 41.      | 事件の手口                                                | 1:08   |
| 42.      | チェイシング・ゼロ                                        | 1:00   |
| 43.      | 自供                                                      | 0:42   |
| 44.      | 回想シーン                                                | 2:23   |
| 45.      | 正義への思い                                              | 1:34   |
| 46.      | ★安室サスペンス                                           | 2:23   |
| 47.      | ★運命の再突入                                             | 2:23   |
| 48.      | 境子の告白                                                | 1:51   |
| 49.      | 安室の回想                                                | 1:02   |
| 50.      | 激走ハイウェイ                                            | 2:11   |
| 51.      | ★激走ハイウェイ2                                          | 0:27   |
| 52.      | ★安室出動！                                               | 1:05   |
| 53.      | ★名探偵コナンメインテーマ（ゼロの執行人フルヴァージョン） | 2:20   |
| 54.      | 平和の時                                                  | 1:11   |
| 总时长： | 总时长：                                                  | 62:30  |

## 宣傳與推廣

### Z.M.P
全稱ZERO MISSION PROJECT，日文（とくてん）該原本的意思為「優惠」，在這裡引申為特典。只要與本作有關聯的電視聯動動畫、OVA聯動動畫或是訪談聲優等節目，以及特別販售的週邊產品、限時活動等，都能算是特典。電視聯動動畫和OVA聯動動畫皆為動畫原創，由該作劇場版的腳本家來編寫，通常都在播出名偵探柯南動畫的時段上播出。
2017年12月7日在官方網站上新增關於本作劇場版的相關特典「ZERO MISSION PROJECT」。
本次的宣傳標語為「最新作品的關鍵是『ZERO』。迎向劇場版公開的春天，這將接二連三地被揭露！千萬不可錯過在日本被糾纏一起地『ZERO』任務！（最新作のキーワードは【ZERO】、劇場版が公開される春に向けて、次々と明かされていく、日本中の【ZERO】に纏わるミッションをお見逃しなく！）」。
| 編號 | 日期                  | 名稱                                     | 性質     |
| 1 | 2018年1月19日-6月24日 | 名偵探柯南・THE・ESCAPE～零的序曲～ （） | 密室逃脫 |
| 在日本大阪的環球影城，繼獲得滿意度99%的前作「名偵探柯南・THE・ESCAPE～追憶的導火線～ （）」展覽閉幕後，2018年再度舉辦相同的全新密室逃脫。 除了江戶川柯南之外，再加上這次的安室透和灰原哀一同進行解開謎團，克服一籌莫展的危機，進化成究極的密室逃脫遊戲即將展開，還有增加首次登場的全新兩種遊樂設施！完全創新的飲食×推理體驗「名偵探柯南·推理·餐館」，以及親子最熱門興奮的解謎接力賽「名偵探柯南·推理·挑戰」！在公園特有的大規模和品質即將展開，歡迎來到「名偵探柯南」的世界！ |                       |                                          |          |

## 上映與票房
該劇場版於2018年4月13日在日本全國電影院公映。在原作者青山剛昌贈送的感謝狀上，寫著「劇場版名偵探柯南第22作，2018年4月14日全國東寶系公映」，但在手繪海報上公映日卻是2018年4月13日。其調整上映日期的原因，為片商東寶為了消除西洋片和日本電影上映日的差別而更改了首映日法則。從2018年黃金週開始，電影於星期五首映，並非歷年來的星期六首映。
為紀念本作上映，因此官方特別在2月10日開始於日本全國部分電影院，限定上映2016年公開的劇場版《名偵探柯南：純黑的惡夢》，並發送96960名給電影觀賞者的特典，上面分別印有江戶川柯南的聲優高山南以及安室透的聲優古谷徹之簽名，而在電影的最後也有安室透的特別訊息影像。
日本方面，最終票房為91.8億日幣(不含4D票房場次為86.7億日圓)；已超越上集68.9億日幣紀錄，成為系列電影中在日票房最高的一部。
台灣方面，首週三天票房為新台幣3089萬元；次週票房累計至新台幣5857萬元；第三週票房累計至新台幣7249萬元；已超越上集7036萬元紀錄，成為系列電影中在台票房最高的一部；第四週票房累計至新台幣7959萬元；最終全台票房為新台幣9235萬元。
中国大陆方面，虽然晚于日本上映近7个月，不过首周3天票房仍達8000万人民币，且4天票房超过8200万元，成为系列在中国大陆最高票房的一部；最終票房為1.27亿人民币。

## 外部連結
- 互联网电影数据库（IMDb）上《名偵探柯南：零的執行人》的资料（英文）
- 劇場版『名探偵コナン ゼロの執行人』公式サイト - ウェイバックマシン（2018年11月18日アーカイブ分）
- 名探偵コナン ゼロの執行人 （页面存档备份，存于） - 東宝
- 名探偵コナン ゼロの執行人 （页面存档备份，存于） - allcinema
- 名探偵コナン ゼロの執行人 （页面存档备份，存于） - KINENOTE
- 名探偵コナン ゼロの執行人 - 文化庁日本映画情報システム
- 名探偵コナン ゼロの執行人 （页面存档备份，存于） - 映画.com
- 名探偵コナン ゼロの執行人 （页面存档备份，存于） - Movie Walker
- 名探偵コナン ゼロの執行人 （页面存档备份，存于） - シネマトゥデイ
- 名探偵コナン ゼロの執行人 （页面存档备份，存于） - YouTube